# Мала-Чермна
Мала-Чермна (чеш. Malá Čermná) — небольшая чешская деревня рядом с чешско-польской границей, часть города Гронов, от которого находится на удалении в 4 км.

## История
Мала-Чермна была основана во второй половине XIII века как часть деревни Чермна (сегодня Кудова-Здруй). Первое упоминание в письменных источниках датировано 1354 годом, когда здесь существовал приход. В 1850 году деревня стала полностью самостоятельной. В 1909—1910 годах компания Schein и ко. из Вроцлава проводила на территории деревни геологоразведочные работы по поиску угля.
В 1960 году была присоединена к городу Гронов, как все деревни в его окрестностях. 28 декабря 2011 года здесь была выстроена новая дорога через границу, по которой, в отличие от предыдущей, могут ездить автомобили, дорожные знаки позволяют передвигаться по ней только жителям Гронова и Кудова-Здруй.

## География
Ландшафт всей деревни равнинный, только на востоке от деревни находится гора высотой приблизительно 460 м, около деревни 2 пруда, а один на территории деревни. Через Малу-Чермну протекает ручей Чермна.

## Население
| Год  | Численность | Численность |
| ---- | ----------- | ----------- |
| 1869 | 204         | [ 7 ]       |
| 1880 | 220         | [ 7 ]       |
| 1890 | 233         | [ 7 ]       |
| 1900 | 229         | [ 7 ]       |
| 1910 | 208         | [ 7 ]       |
| 1921 | 212         | [ 7 ]       |
| 1930 | 213         | [ 7 ]       |
| 1950 | 189         | [ 7 ]       |
| 1961 | 149         | [ 7 ]       |
| 1970 | 169         | [ 7 ]       |
| 1980 | 201         | [ 7 ]       |
| 1991 | 168         | [ 7 ]       |
| 2001 | 127         | [ 7 ]       |
| 2011 | 148         | [ 7 ]       |
| 2021 | 134         | [ 3 ]       |

## Галерея
- Новый пограничный переход
- Старый пограничный переход